# Ludwig Leinberger
Ludwig Leinberger (* 21. Mai 1903 in Nürnberg; † 9. März 1943 in Bad Pyrmont), auch „Haberer“ genannt, war ein deutscher Fußballspieler und -trainer.

## Karriere als Spieler

### Vereine
Leinberger begann neunjährig beim TV 1846 Nürnberg mit dem Fußballspielen und wechselte 17-jährig zum FC Bayern 07 Nürnberg. Nach vier Spielzeiten und einem kurzen Gastspiel für den BSV Solingen 98 gelangte er zur SpVgg Fürth.
Von Februar 1925 bis Saisonende 1932/33 bestritt er für diese in den vom Süddeutschen Fußball-Verband organisierten Meisterschaften in einer der regional höchsten Spielklassen, der Bezirksliga Bayern, Punktspiele.
Während seiner Vereinszugehörigkeit gewann er zweimal die Nordbayerische und einmal die Süddeutsche Meisterschaft. Für die SpVgg Fürth bestritt er insgesamt 15 Endrundenspiele um die Deutsche Meisterschaft und gewann in fünf Spielzeiten zweimal diese. Gehörte er am 13. Juni 1926 nicht zur Endspielmannschaft, die in Frankfurt am Main mit 4:1 gegen Hertha BSC gewann, so dann am 28. Juli 1929 in Nürnberg beim 3:2-Sieg über den Finalisten von 1926. International spielte er mit der SpVgg Fürth im Wettbewerb um die Coupe des Nations 1930, in der er mit seiner Mannschaft – nach dem 4:3-Sieg n. V. über den französischen Pokalsieger FC Sète am 29. Juni – das Viertelfinale erreichte. In diesem war er mit seiner Mannschaft dem First Vienna FC mit 1:7 deutlich unterlegen.
Seine aktive Fußballerkarriere ließ er beim Kölner CfR ausklingen, für den er von 1933 bis 1936 in der Gauliga Mittelrhein, in einer von zunächst 16, später auf 23 aufgestockten Gauligen zur Zeit des Nationalsozialismus als einheitlich höchste Spielklasse im Deutschen Reich Punktspiele bestritt.
Der eisenharte, zähe und manchmal auch verbissene Leinberger, der sehr gute, aber harte Flanken schießen konnte, starb sieben Jahre nach Beendigung seiner Fußballerkarriere an den Folgen eines Blinddarmdurchbruches.

### Nationalmannschaft
Leinberger bestritt 24 Länderspiele – elfmal als Mannschaftskapitän – für die A-Nationalmannschaft, für die er am 2. Oktober 1927 in Kopenhagen bei der 1:3-Niederlage gegen die Nationalmannschaft Dänemarks debütierte. Sein letztes Spiel als Nationalspieler bestritt er am Neujahrstag 1933 in Bologna bei der 1:3-Niederlage gegen die Nationalmannschaft Italiens.
Er nahm ferner an dem vom 27. Mai bis 13. Juni 1928 in Amsterdam ausgetragenen olympischen Fußballturnier teil und kam am 28. Mai beim 4:0-Achtelfinal-Sieg über die Schweizer Nationalmannschaft und am 3. Juni bei der 1:4-Viertelfinal-Niederlage gegen die Nationalmannschaft Uruguays zum Einsatz.

## Karriere als Trainer
Während des Wettbewerbs um den Reichsbundpokal 1935/36 betreute er die Gauauswahlmannschaft Sachsen, die er bis ins Finale führte und den Pokal im Wiederholungsspiel, das mit 9:0 gegen die Gauauswahlmannschaft Südwest deutlich gewonnen wurde, gewann.
Zum 1. März 1937 trat er der NSDAP bei (Mitgliedsnummer 3.828.901).
Ab 1938 trainierte er den FC Schweinfurt 05 in der Gauliga Bayern, den er bereits in der ersten Saison zur Meisterschaft führte. In der Vorrunde zur Deutschen Meisterschaft scheiterte man nur wegen der um ein Tor schlechteren Tordifferenz am Dresdner SC. In den folgenden Spielzeiten belegte Leinberger mit seiner Mannschaft die Plätze 3 und 7. Seine Trainertätigkeit in Schweinfurt endete mit der Einberufung zum Kriegsdienst im März 1941.

## Erfolge
- Deutscher Meister 1926, 1929
- Gaumeister Mittelrhein 1936
- Süddeutscher Meister 1931
- Nordbayerischer Meister 1930, 1931
- Süddeutscher Pokal-Sieger 1925, 1926, 1927
- Gaumeister Bayern 1939 als Trainer